# Clumanc
Clumanc é uma comuna francesa na região administrativa da Provença-Alpes-Costa Azul, no departamento dos Alpes da Alta Provença. Estende-se por uma área de 53,68 km². Em 2010 a comuna tinha 218 habitantes (densidade: 4,1 hab./km²).